# (50240) Cortina
(50240) Cortina (2000 BY3) – planetoida z grupy pasa głównego asteroid okrążająca Słońce w ciągu 4,06 lat w średniej odległości 2,54 au. Odkryta 28 stycznia 2000 roku.